# Наэ (Гольштейн)
Наэ (нем. Nahe) — община в Германии, в земле Шлезвиг-Гольштейн.
Входит в состав района Зегеберг. Подчиняется управлению Ицштедт. Население составляет 2422 человека (на 31 декабря 2010 года). Занимает площадь 10,37 км².